# Пратт, Синтия
Синтия Александрия Пратт (англ. Cynthia Alexandria Pratt; род. 5 ноября 1945) — генерал-губернатор Багамских Островов с 1 сентября 2023 года. Занимала должность заместителя премьер-министра Багамских островов с 2002 по 2007 год, с приходом Прогрессивной либеральной партии к власти в национальных выборах 2002 года. Исполняла обязанности премьер-министра с 4 мая до 22 июня 2005 года во время болезни главы кабинета Перри Гладстона Кристи.

## Карьера
Синтия работала учителем физкультуры в школе. В качестве заместителя премьер-министра входила в кабинет Перри Гладстона Кристи, пост которого которого замещала с 4 мая по 22 июня 2005 года, когда премьер-министр перенёс инсульт..
Синтия Пратт была переизбрана в парламент в ходе всеобщих выборов 2007 года, которые Прогрессивная либеральная партия в целом проиграла.
В августе 2023 года премьер-министр Филип Дэвис объявил, что рекомендовал королю Карлу III назначить Пратт следующим генерал-губернатором Багамских островов. 1 сентября 2023 года Пратт была приведена к присяге в качестве 12-го генерал-губернатора Багамских островов во время церемонии в Доме правительства. В своей инаугурационной речи на посту генерал-губернатора Пратт сказала: «Как мать, мои глаза и уши всегда открыты к нуждам нашей молодёжи и к важности делать всё возможное, чтобы поднять её, чтобы, когда они вырастут и унаследуют полную ответственность за дальнейшее развитие нашей страны».